# シク教ナームダリ派
ナームダーリー（梵：Namdhari）は、インドの宗教であるシク教内の厳格な宗派である。
インドの宗教であるシク教内の厳格な宗派であるクーカ（Kuks）とも呼ばれているが、主流のシーク教徒とは異なるシーク教徒である。
主にシーク教徒の血統はグル・ゴービンド・シングで終わっていないと信じられているが、彼らはバラク・シンをシーク教の11番目のグルとして認識しているため、シーク教の継承を続けている。
グル・ナーナクから現在までの何世紀にもわたるグル。12人目の教祖はSatguruRam Singhで、宗派センターをバイーニサヒブ（ルディアナ）に移し、インドの大英帝国と戦うために非協力と非暴力のボイコットを使用した最初のインド人と見なされている。

## 概要
ナームダーリー運動は、神の名の繰り返し（または宗派のメンバーがナームダーリーと呼ばれるナームダリス）以外の宗教的儀式を信じなかったバラク・シング（1797年 - 1862年）によって設立された。彼の後継者ラーム・シング（1816年 - 1885年）は、ターバン（斜めではなく額を横切ってまっすぐに縛られた）、白い手織りの布で作られた服だけを着せ、悲鳴で最高潮に達する賛美歌の熱狂的な唱え（クーカ）を着用するという宗派の独特のスタイルを紹介した。
ラーム・シングの指導の下、ナームダリスはパンジャブ州でシク支配の復活を求めた。1872年1月、イギリスの警察は約65人のナームダリスを大砲で逮捕し処刑した。ラーム・シングはビルマのラングーン（現・ヤンゴン、ミャンマー）に追放された。ナームダーリーは、カールサー（開始されたシク教徒の秩序）のメンバーとしてのアイデンティティを強調するが、アーディー・グラントの「第一巻」、シク教の神聖な経典、ダシャム・グラント（「第10の本」）に対する同等の敬意において、主流のシク教徒コミュニティとは異なり、生きている達人の血統がゴービント・シングの後に続いたという彼らの信念によって区別される。ナームダーリーは、独自のグルドワーラー（礼拝の家）を維持し厳格な菜食主義を主張しており宗派の外で結婚せず、結婚の儀式で火を使用する。

## インドの自由運動における役割

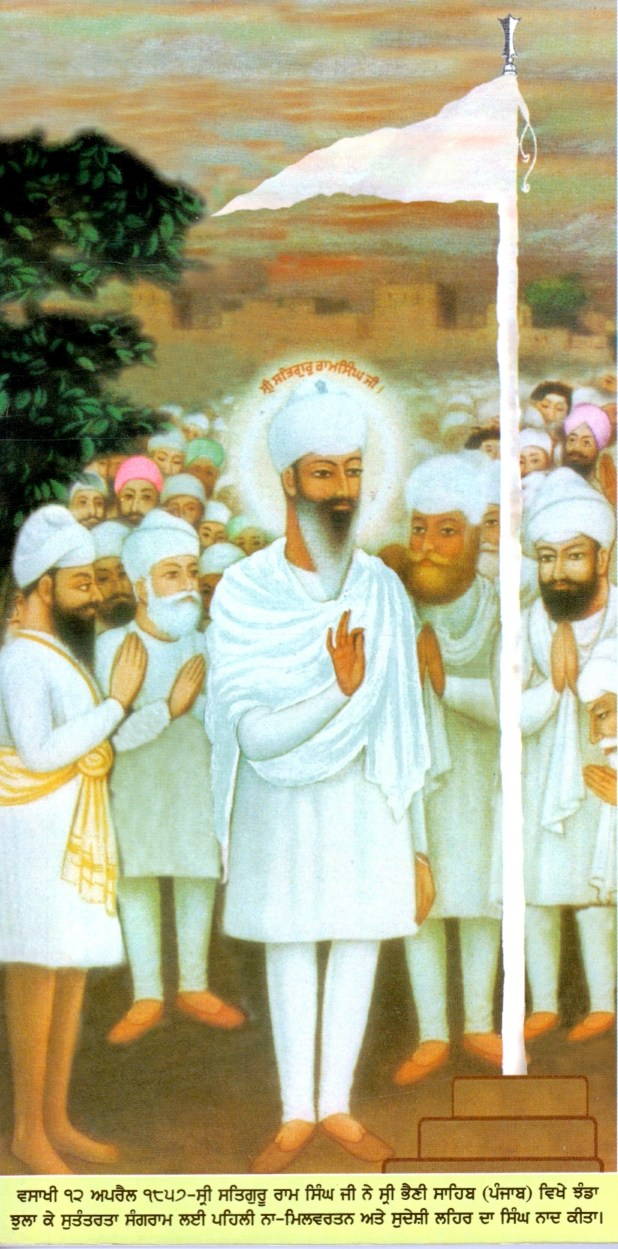
平和を象徴する白い三角旗

## ナムダリスによって認識されたグルのライン

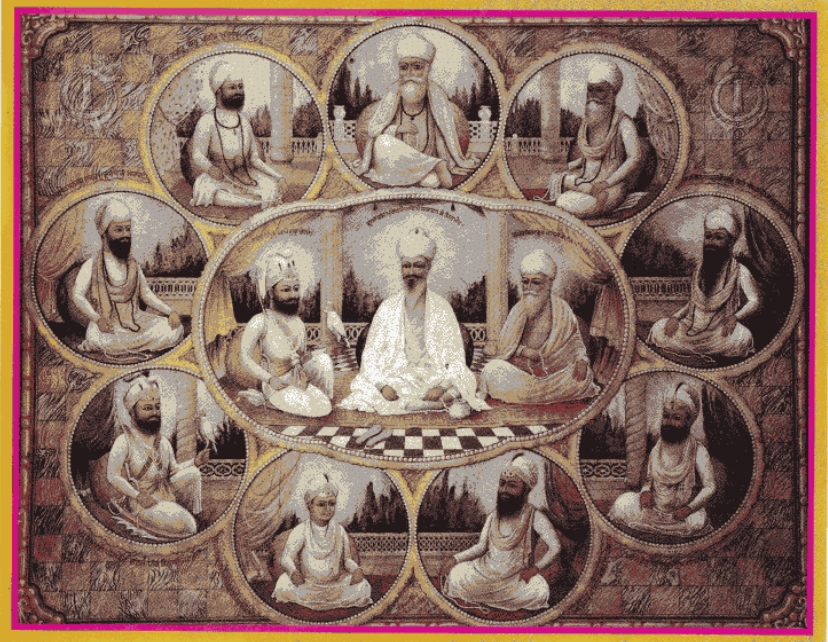
12 Sadhgurus、これは完全なリストではない